# Duje Ćaleta-Car
Duje Ćaleta-Car, född 17 september 1996 i Šibenik i Kroatien, är en kroatisk professionell fotbollsspelare som spelar för Lyon och Kroatiens landslag.

## Karriär
I juli 2018 värvades Ćaleta-Car av Marseille, där han skrev på ett femårskontrakt. Den 1 september 2022 värvades Ćaleta-Car av Southampton, där han skrev på ett fyraårskontrakt. I augusti 2023 återvände Ćaleta-Car till Frankrike och lånades ut till Lyon på ett låneavtal över resten av säsongen.

## Meriter
Red Bull Salzburg
- Österrikisk mästare: 2015, 2016, 2017, 2018
- Österrikisk cupvinnare: 2015, 2016, 2017